# Else Dormitzer

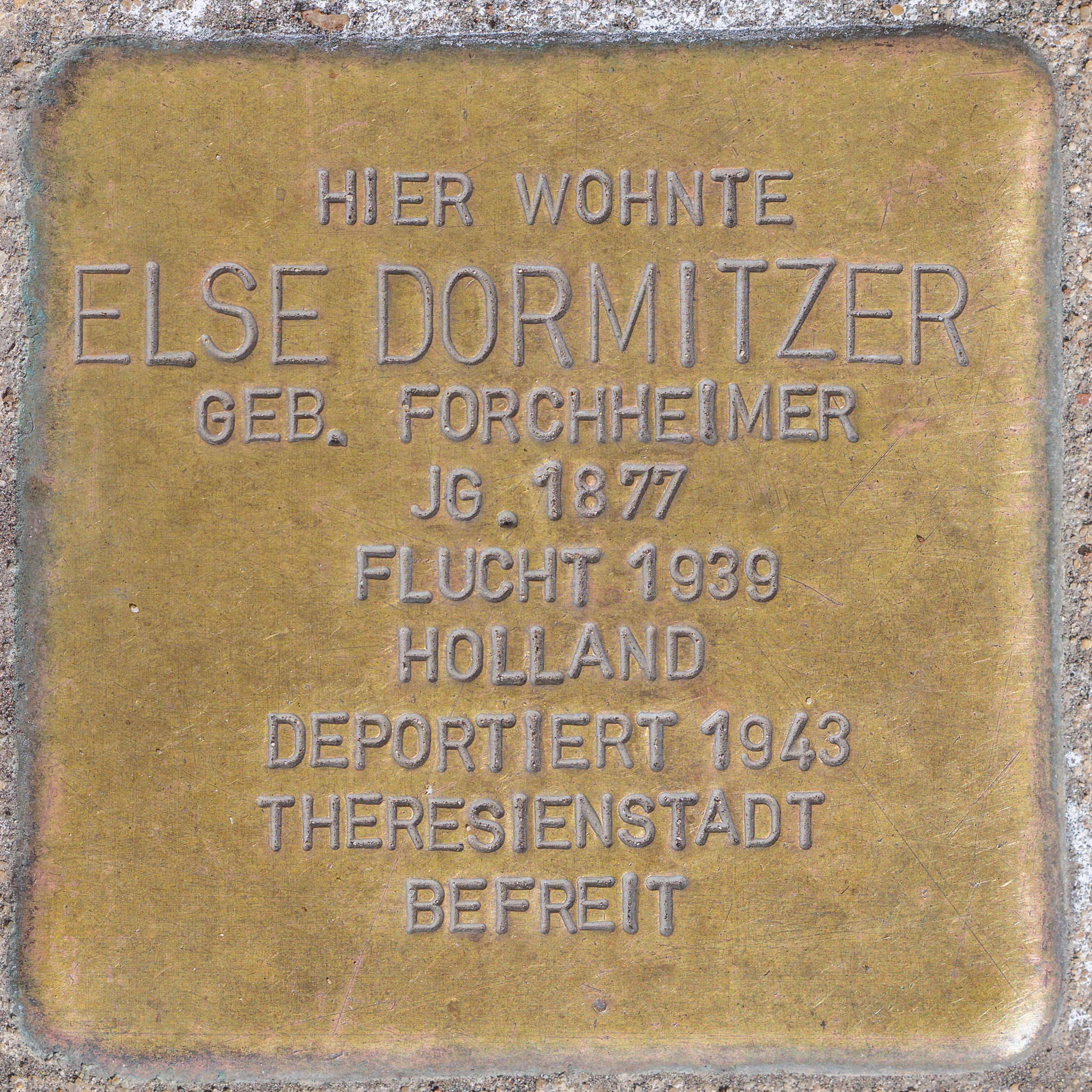
Stolperstein für Else Dormitzer in Nürnberg

Else Dormitzer, geborene Forchheimer, Pseudonym Else Dorn, (geboren 17. November 1877 in Nürnberg; gestorben 3. Juni 1958 in London) war eine deutsche Kinderbuchautorin.

## Leben
Else Forchheimer war eine Tochter des Holzhändlers und Sägewerksbesitzers Salomon Forchheimer und der Klara Ehrlich. Sie besuchte die höhere Töchterschule in Nürnberg und ein Töchterinstitut in Heidelberg. Sie heiratete 1898 den Nürnberger Rechtsanwalt Sigmund Dormitzer (1869–1943).
Dormitzer schrieb ab 1914 Feuilletons im Fränkischen Kurier. Sie arbeitete ab 1919 in der Verwaltung der jüdischen Kultusgemeinde in Nürnberg und wurde als erste Frau in den Hauptvorstand des Central-Vereins deutscher Staatsbürger jüdischen Glaubens berufen. Zwischen 1923 und 1927 veröffentlichte sie, vornehmlich unter dem Pseudonym Else Dorn, Kinderbücher in der Pestalozzi-Verlagsanstalt.
Das Ehepaar Dormitzer wurde in der Reichspogromnacht 1938 zweimal in ihrer Wohnung überfallen, misshandelt und verletzt. Ihr Haus und Grundstück mussten sie anschließend für 10 % des Wertes arisieren lassen. Sie emigrierten am 1. März 1939 in die Niederlande und wohnten bei einer Tochter in Hilversum. Ihren Töchtern Elisabeth Rosenfelder und Hildegard Haas war vorher die Flucht nach Großbritannien und in die Niederlande gelungen.
1942 wurden sie aus Hilversum vertrieben und in Amsterdam ghettoisiert und am 22. April 1943 mit dem ersten Transport aus Holland in das Ghetto Theresienstadt deportiert. Ihr Ehemann starb am 9. Dezember 1943 in der Lagerhaft in Theresienstadt. Dormitzer wurde zu verschiedenen körperlichen Arbeiten herangezogen und engagierte sich im Kulturprogramm des Judenrats im Ghetto. Ab Oktober 1944 arbeitete sie in der Poststelle des Lagers. Nach der Befreiung durch die Rote Armee wurden die Niederländer, einschließlich der ehedem aus Deutschland nach Holland emigrierten Deutschen im Juni 1945 mit Autos aus Theresienstadt nach Bamberg und von dort in Viehwaggons in die Niederlande transportiert. Die Emigranten wurde im Quarantänelager Sittard interniert und im Juli 1945 entlassen.
Dormitzer übersiedelte nach England und erhielt 1951 die britische Staatsbürgerschaft. Sie berichtete nach Kriegsende in drei Folgen über Theresienstadt und hielt Rundfunkvorträge im BBC. Sie beschrieb unter anderem ihr Ansehen im Ghetto mittels persönlicher Beziehungen zu anderen Inhaftierten. Der Rabbiner Leo Baeck hatte sich beispielsweise persönlich um sie gekümmert und ihr Essen und Rosinenbrot geschickt. Die Historikerin Anna Hájková beschrieb in ihren Forschungen zum Ghetto Theresienstadt, die Bedeutung dieser Gesten; das Geben als auch das Annehmen von Essen diente als symbolisches Mittel des Ansehens. Ihre in der Haft geschriebenen Gedichte konnte sie 1945 in Hilversum veröffentlichen.
Ihre Manuskripte gingen bei der Flucht aus dem nationalsozialistischen Deutschland verloren, ihre Tagebuchaufzeichnungen wurden auf ihren eigenen Wunsch nach ihrem Tod vernichtet.

## Werke (Auswahl)
- Kulturträger der Gegenwart über die Feuerbestattung : Umfrage, veranstaltet im Auftr. d. Verbandes der Feuerbestattungs-Vereine deutscher Sprache. Nürnberg : Thümmel, 1910
- Berühmte jüdische Frauen in Vergangenheit und Gegenwart. Berlin : Philo Verlag, 1925
- Rings um die Erde geht der Ritt; Ihr lieben Kleinen kommet mit!. Bilder von Suska. Fürth in Bayern : G. Löwensohn, 1925
- Gute Freunde vom Lande. Berlin-Grunewald : Pestalozzi Verlags-Anstalt, 1927
- Gute Kameraden. Berlin-Grunewald : Pestalozzi Verlags-Anstalt, 1927
- Hurra, Hurra, jetzt sind wir da !. Berlin-Grunewald : Pestalozzi Verlags-Anstalt, 1927
- Kinderfreuden. Berlin-Grunewald : Pestalozzi Verlags-Anstalt, 1927
- Komische Tiere. Berlin-Grunewald : Pestalozzi Verlags-Anstalt, 1927
- Ländliche Freuden. Berlin-Grunewald : Pestalozzi Verlags-Anstalt, 1927
- Lasst's Euch schmecken. Berlin-Grunewald : Pestalozzi Verlags-Anstalt, 1927
- Lust'ges vom Lande. Berlin-Grunewald : Pestalozzi Verlags-Anstalt, 1927
- Was spielen wir?. Berlin-Grunewald : Pestalozzi Verlags-Anstalt, 1927
- Gute Freunde vom Lande. Berlin-Grunewald : Pestalozzi Verlags-Anstalt, 1927
- Wilde und zahme Tiere. Berlin-Grunewald : Pestalozzi Verlags-Anstalt, 1927
- Allerlei Zeitvertrieb. Berlin-Grunewald : Pestalozzi Verlags-Anstalt, 1927
- Am Meeresstrand. Berlin-Grunewald : Pestalozzi Verlags-Anstalt, 1927
- Ferien an der See. Berlin-Grunewald : Pestalozzi Verlags-Anstalt, 1927
- Beitrag in: Für die Dämmerstunde. Fürth in Bayern : G. Löwensohn, 1928
- Beitrag in: Das neue Frida Schanz Buch. Fürth in Bayern : G. Löwensohn, 1929
- Theresienstädter Bilder. Hilversum : De Boekenvriend, 1945